# Condado de Żnin
Condado de Żnin (polaco: powiat żniński) é um powiat (condado) da Polónia, na voivodia da Cujávia-Pomerânia. A sede do condado é a cidade de Żnin. Estende-se por uma área de 984,55 km², com 69 751 habitantes, segundo o censo de 2005, com uma densidade de 70,85 hab/km².

## Divisões admistrativas
O condado possui:
Comunas urbana-rurais: Barcin, Janowiec Wielkopolski, Łabiszyn, Żnin
Comunas rurais: Gąsawa, Rogowo
Cidades: Barcin, Janowiec Wielkopolski, Łabiszyn, Żnin

## Demografia
População (dados de 30 de Junho de 2005):
|          | Total   | Total | Mulheres | Mulheres | Homens  | Homens |
| -------- | ------- | ----- | -------- | -------- | ------- | ------ |
|          | pessoas | %     | pessoas  | %        | pessoas | %      |
| Total    | 69 751  | 100   | 35 251   | 50,5     | 34 500  | 49,5   |
| Cidades  | 30 538  | 100   | 15 694   | 51,4     | 14 844  | 48,6   |
| Povoados | 39 213  | 100   | 19 557   | 49,9     | 19 656  | 50,1   |